# Olšany (district de Vyškov)
Pour les articles homonymes, voir Olšany.
Olšany (en allemand : Olschan, auparavant Ollschan) est une commune du district de Vyškov, dans la région de Moravie-du-Sud, en République tchèque. Sa population s'élevait à 600 habitants en 2020.

## Géographie
Olšany se trouve à 10 km au sud-ouest de Vyškov, à 20 km à l'est-nord-est de Brno et à 198 km au sud-est de Prague.
La commune est limitée par Račice-Pístovice au nord-est, par Nemojany à l'est, par Habrovany au sud, par Nemojany et Rousínov au sud et par Pozořice et Hostěnice à l'ouest.

## Histoire
La première mention écrite de la localité remonte à 1713.